# Paradisier de Wallace
Semioptera wallacii
Genre
Espèce
Statut de conservation UICN

 LC  : Préoccupation mineure
Statut CITES
Le Paradisier de Wallace (Semioptera wallacii) est une espèce de passereau appartenant à la famille des Paradisaeidae. C'est la seule espèce du genre Semioptera.

## Distribution
Nord des îles Moluques (Halmahera, Batjan, Kasiruta).

## Sous-espèces
- S. w. wallacei (G. R. Gray, 1859) : îles Kasiruta et Batjan au sud-ouest de Halmahera.
- S. w. halmaherae (Salvadori, 1881) : île Halmahera.

## Habitat
Son milieu électif est la forêt pluviale de colline et de basse altitude, jusqu’à 1 000 m (surtout au-dessus de 250 m) sur Halmahera et au-dessus de 1 150 m à Batjan, rarement dans les forêts secondaires (Frith & Frith 2009).

## Alimentation
Elle se compose de fruits et d’arthropodes dans des proportions inconnues mais probablement à dominance frugivore. Les poussins sont nourris, au moins, avec des fruits (Frith & Frith 2009).

## Voix
Quatre vocalisations différentes ont été décrites : un cri de signalement composé d’une à sept notes wark puissantes et stridentes ; un cri sonore, rauque et nasillard émis au cours du vol nuptial et un jacassement plus musical émis au cours de la parade. Les vocalises les plus courantes sont des séries de notes puissantes et nasales wark émises par des mâles adultes en nourrissage ou par des oiseaux évoluant dans la canopée, hors des zones de lek, et gardant un contact acoustique entre eux (Frith & Frith 2009).

## Parade nuptiale
Frith (1992) a comparé la parade nuptiale avec celle d’autres paradisiers et l’a trouvée similaire à celle du genre Paradisaea dans sa phase perchée mais unique dans sa forme aérienne. Le comportement reproducteur est de type lek. Les mâles paradent sur une branche en exhibant les ornements de leur plumage à l’instar des Paradisaea (parade statique) ou au cours d’un vol nuptial, unique parmi les paradisiers (parade aérienne). Au cours de la parade de convergence (convergence display), les mâles battent des ailes ce qui agite leurs pennons blancs et en émettant des cris perçants mais sans déployer leur plastron. Le vol nuptial est exécuté seulement par des mâles adultes, l’un après l’autre s’élançant dans les airs. Un mâle perché pointe le bec vers le haut, déploie légèrement son plastron et vocalise pendant deux à quatre minutes, les cris gagnant en intensité et en rapidité. Puis il prend son essor en battant amplement des ailes lors de l’ascension. Arrivé au point culminant, il redescend en plané en faisant vibrer ses ailes ce qui produit un flou clair au niveau des rémiges primaires. Il rejoint alors son perchoir d’origine ou
une branche proche. Après le vol nuptial, les attitudes de parade statique reprennent, durant lesquelles le mâle se penche vers la femelle, exhibant ses ailes légèrement pendantes (wing pose). Lors de la parade des pennons (wing standard display), le mâle se
tient verticalement, étale son plastron, gonfle et rabat les petites plumes de sa couronne pour mettre en valeur les reflets violacés. Ainsi paré, il pivote de droite à gauche tout en agitant ses ailes ce qui anime remarquablement ses rémiges primaires et ses pennons blancs. Enfin, il produit un bruit sec en claquant du bec pour tenter d’attirer plus encore
l’attention (Frith & Frith 2009).
Une séquence vidéo du site de la BBC Natural History Unit (plus facilement consultable sur celui d’Arkive) illustre bien la parade nuptiale. Elle révèle d’abord l’habitat constitué d’arbres élevés donnant sur une clairière. Dès l’aube, un mâle, perché dans les frondaisons, donne de la voix hanhan- han, ri-ri-ri-re-re. Ce mâle initiateur est relayé par d’autres mâles qui se mettent aussi à vocaliser. Quand les rayons du soleil filtrent à travers les frondaisons et forment un puits de lumière
au-dessus de la clairière, les mâles, chacun leur tour, donnent libre cours à leur parade aérienne. Ils s’élèvent dans les airs en battant vigoureusement des ailes puis redescendent en plané. Perchés dans les frondaisons, ils étalent leur plastron vert métallique puis ouvrent et referment les ailes ce qui agitent violemment leurs pennons blancs au rythme des battements et dans un concert de cris ri-ri-ri-ri-re-re-re, twe-twe-twe. On y voit au moins cinq ou six mâles voletant et se chamaillant devant trois ou quatre femelles observatrices ce qui donne lieu à des accouplements. Une scène très intéressante et non décrite dans la littérature (mais rappelant celle du paradisier de Guillaume Paradisaea guilielmi) montre deux mâles se défiant en parade. L’un est perché sur une branche et l’autre en dessous, en miroir, avec le corps en bas, chacun tentant d’intimider l’autre en battant des ailes et en agitant ses pennons tout en criant (Ottaviani 2012).

## Nidification
Le seul nid connu était une coupe à l’assise essentiellement constituée de feuilles mortes. Il était placé entre le feuillage d’une grande orchidée et le tronc d’un palmier, juste sous ses palmes à environ 10 m du sol. Il contenait un seul œuf (Frith & Frith 2009).

## Statut, conservation
L’espèce est considérée comme globalement commune sur Halmahera et Batjan. A Halmahera, un recensement a révélé une relative abondance en forêt primaire de basse altitude. A Batjan, elle a été trouvée modérément commune en forêt primaire et en forêt coupée entre 70 et 1 150 m mais rare à basse altitude dans ces forêts exploitées par l’homme. Le défrichage et la mise en culture des terres ont récemment occasionné une destruction quasi totale des forêts de basse altitude et des dommages considérables aux forêts de colline. Cette dégradation assez soudaine menace la survie de l’espèce sur Batjan, les efforts de conservation doivent donc se concentrer prioritairement sur la protection de ces forêts (Frith & Frith 2009). BirdLife International (2011) ne considère pas l’espèce comme globalement menacée.